# Otterstadt
Otterstadt ist eine Ortsgemeinde im Rhein-Pfalz-Kreis in Rheinland-Pfalz. Sie gehört der Verbandsgemeinde Rheinauen an.

## Geographie
Die zur Metropolregion Rhein-Neckar gehörende Gemeinde liegt direkt an einer alten Schleife des Rheins. Im Süden befindet sich der Stadtteil Speyer-Nord der Stadt Speyer, in der Rheinniederung das Binsfeld dessen nördlicher Teil noch zu Otterstadt gehört, im Westen Schifferstadt und im Norden Waldsee. Östlich, auf der rechtsrheinischen Seite, liegen die zu Baden-Württemberg gehörenden Gemeinden Brühl und Ketsch.

## Geschichte
Ein Tongefäß der Rössener Kultur, das auf Otterstadter Gemarkung gefunden wurde, stammt aus dem 4. oder 3. Jahrtausend v. Chr.
Germanische Spuren in der Gemarkung aus der Zeit vor ständiger Besiedelung stellt der vorwiegend aus Küchengeräten bestehende Hortfund von Otterstadt dar, der römisches Beutegut aus dem 3. Jahrhundert beinhaltet und heute im Historischen Museum der Pfalz in Speyer aufbewahrt wird.

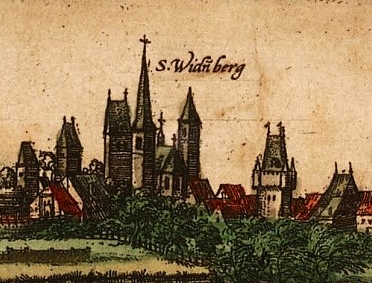
St. Guido

Otterstadt wurde erstmals am 7. April 1020 in einer Urkunde des Speyerer Bischofs Walther erwähnt, aber wahrscheinlich bereits im 7./8. Jahrhundert von den Franken gegründet.
Mit anderen Orten des Speyergaus wurde Otterstadt 974 von Kaiser Otto II. von der kaiserlichen Gerichtsbarkeit befreit und dem Bistum Speyer unterstellt. Der Bischof übernahm 1065 dann auch die Landeshoheit über Otterstadt. Von 1090 bis 1797 war Otterstadt im Besitz des Speyerer Stiftes St. Guido unter der Oberhoheit des Hochstiftes Speyer.
Während des Dreißigjährigen Kriegs wurde Otterstadt geplündert und angezündet. Die Bevölkerungszahl ging von 1618 bis 1661 von 390 auf 150 zurück. Im Pfälzischen Erbfolgekrieg wurde der Ort 1689 erneut niedergebrannt.
Nach der Zugehörigkeit zum französischen Departement Donnersberg 1797–1813 wurde Otterstadt vom Bezirksamt Speyer im bayerischen Rheinkreis verwaltet. Nach dem Zweiten Weltkrieg kam es mit dem Landkreis Speyer zum damals neu gebildeten Land Rheinland-Pfalz. Die Gemeinde nahm mehr als 200 Vertriebene auf. 1969 wurde der Landkreis aufgelöst und Otterstadt wurde dem Landkreis Ludwigshafen, seit 2004 Rhein-Pfalz-Kreis, zugeschlagen. Seit 1972 ist der Ort Teil der neu gebildeten Verbandsgemeinde Waldsee, seit 1. Januar 2016 Verbandsgemeinde Rheinauen.
Entsprechend der langen Zugehörigkeit zum Hochstift Speyer war die überwiegende Mehrheit der Einwohner katholisch. 1850 waren von 1466 Otterstadtern 1352 katholisch, also mehr als 92 Prozent. Die erste jüdische Familie wurde 1684 erwähnt. In der Folgezeit, ab 1793 begünstigt durch den französischen rechtlichen Einfluss, wuchs die jüdische Gemeinde stetig an, bis sie 1850 79 und 1861 74 Juden umfasste. Seit 1823 bestand der jüdische Friedhof "Im Stickelspfad", während in den Jahrzehnten zuvor die verstorbenen Otterstadter Juden auf dem jüdischen Friedhof in Wachenheim an der Weinstraße beerdigt wurden. Nach Erlangung der umfassenden rechtlichen Gleichstellung und bürgerlicher Freiheitsrechte in den 1860er und 1870er Jahren emigrierten auch einige Otterstadter Juden - so die Brüder Emil, Hermann und Isidor Weil - in die Vereinigten Staaten von Amerika. Manche der verbliebenen jüdischen Bewohner zogen in die größeren Städte der Region oder engagierten sich wie der in Otterstadt geborene Abraham Weil ein Vierteljahrhundert als Gemeinderatsmitglied in der kommunalen Selbstverwaltung. Er erhielt 1922 die Ehrenbürgerwürde und verstarb 1925, nicht ohne zuvor seine jüdischen Mitbürger vor dem wachsenden rassistisch begründeten Antisemitismus zu warnen und ihnen die Emigration zu empfehlen. Schon um 1910 war die sechs Jahrzehnte zuvor eingerichtete Synagoge von der Kultusgemeinde aufgegeben worden, weil kein Minjan aus zehn erwachsenen Gläubigen mehr gebildet werden konnte, sie wurde 1926 verkauft. 1933 lebten noch drei Juden in Otterstadt und im Jahr 1939 keiner mehr: Als letzter Otterstadter Jude verzog der Handelsmann Moritz Weil im Laufe des Jahres 1938 nach Neustadt an der Weinstraße. Ungeachtet dessen kamen elf aus Otterstadt gebürtige Jüdinnen und Juden im Holocaust um, darunter auch Abraham Weils Tochter Emma, verheiratete Wertheimer.
Zum 31. Dezember 2003 wurde Otterstadt schuldenfrei. Auch heute (Stand 2018) ist die Gemeinde schuldenfrei.

### Einwohnerstatistik
| Einwohnerentwicklung | 1618 | 1661 | 1802 | 1850 | 1941 | 1970 | 1987 | 2021 |
| -------------------- | ---- | ---- | ---- | ---- | ---- | ---- | ---- | ---- |
| Otterstadt           | 390  | 150  | 415  | 1466 | 1769 | 2458 | 3116 | 3443 |

### Konfessionsstatistik
Gemäß dem Zensus 2011 waren 47,1 % der Einwohner römisch-katholisch, 23,9 % evangelisch und 28,9 % waren konfessionslos, gehörten einer anderen Glaubensgemeinschaft an oder machten keine Angabe. Der Anteil der evangelischen und katholischen Kirchenmitglieder an der Gesamtbevölkerung ist seitdem gesunken. Ende Mai 2025 waren von den Einwohnern 34,1 % katholisch, 18,6 % evangelisch und 47,4 % waren konfessionslos oder gehörten einer anderen Glaubensgemeinschaft an.

## Politik

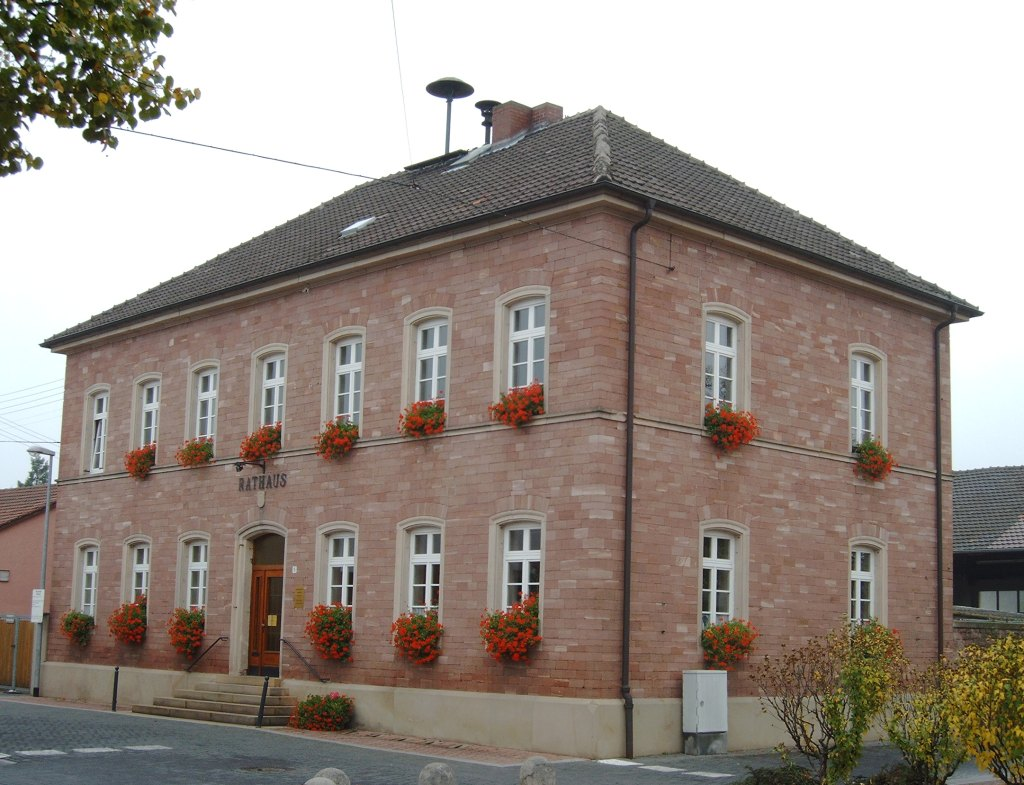
Rathaus

### Gemeinderat
Der Gemeinderat in Otterstadt besteht aus 20 Ratsmitgliedern, die bei der Kommunalwahl am 9. Juni 2024 in einer personalisierten Verhältniswahl gewählt wurden, und dem ehrenamtlichen Ortsbürgermeister als Vorsitzendem.
Die Sitzverteilung im Gemeinderat:
| Wahl | SPD | CDU | FDP | FWG | gkL | BIO | Gesamt   |
| ---- | --- | --- | --- | --- | --- | --- | -------- |
| 2024 | 5   | 9   | 1   | –   | 2   | 3   | 20 Sitze |
| 2019 | 5   | 9   | 1   | –   | 1   | 4   | 20 Sitze |
| 2014 | 4   | 8   | –   | 5   | –   | 3   | 20 Sitze |
| 2009 | 5   | 8   | –   | 7   | –   | –   | 20 Sitze |
| 2004 | 5   | 8   | –   | 7   | –   | –   | 20 Sitze |

- FWG = Freie Wählergruppe Otterstadt e. V.
- gkL = grüne kommunale Liste Waldsee-Otterstadt e. V.
- BIO = Bürger Initiative Otterstadt e. V.

### Bürgermeister
Theo Böhm (CDU) wurde am 28. August 2024 Ortsbürgermeister von Otterstadt. Bei der Direktwahl am 9. Juni 2024 hatte er sich mit einem Stimmenanteil von 56,1 % gegen eine Mitbewerberin durchgesetzt.
Böhms Vorgänger Bernd Zimmermann (CDU) hatte das Amt seit 2009 inne und kandidierte bei der Wahl 2024 nicht erneut als Ortsbürgermeister.

### Wappen
| Wappen von Otterstadt | Blasonierung: „Auf silbernem Grund ein blaues Gemarkungszeichen in Form eines Ringes, an den drei V-artige Winkel in gleichen Abständen, so angesetzt sind, dass deren Innenspitzen an den Außenrand des Ringes decken.“ |
| Wappen von Otterstadt | Wappenbegründung: Es wurde 1951 genehmigt und verweist auf einen alten Gemarkungsstein. Die Flagge, die 1980 verliehen wurde, ist Blau-Weiß-Blau im Verhältnis 1:5:1 gespalten und zeigt das Ortszeichen aus dem Wappen. Zuvor war ein Wappen geführt worden, das den hl. Remigius zeigte und zurückging auf ein Gerichtssiegel aus dem 15. Jahrhundert. |

## Kultur und Sehenswürdigkeiten

### Bauwerke

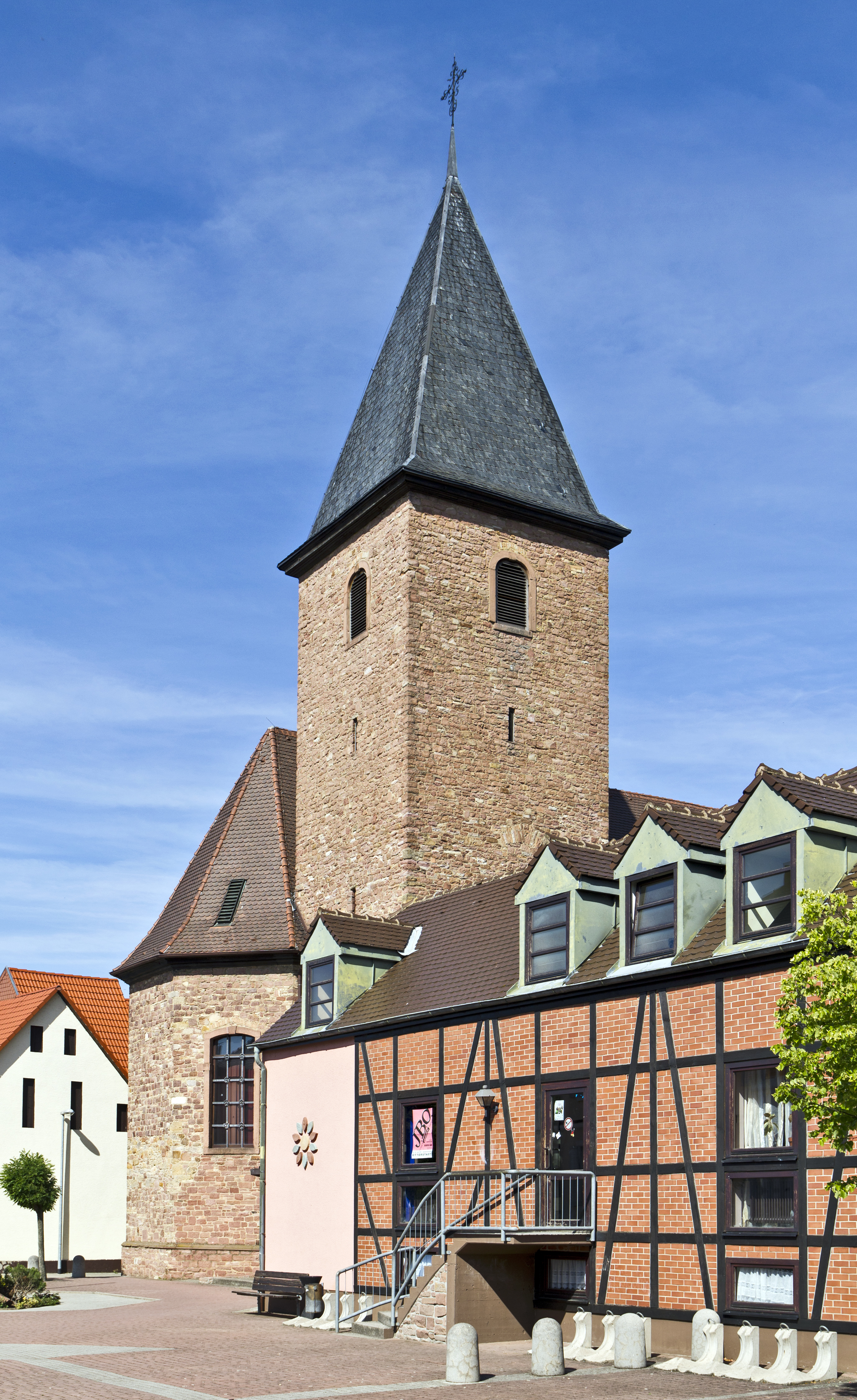
Alte Kirche - Remigiushaus

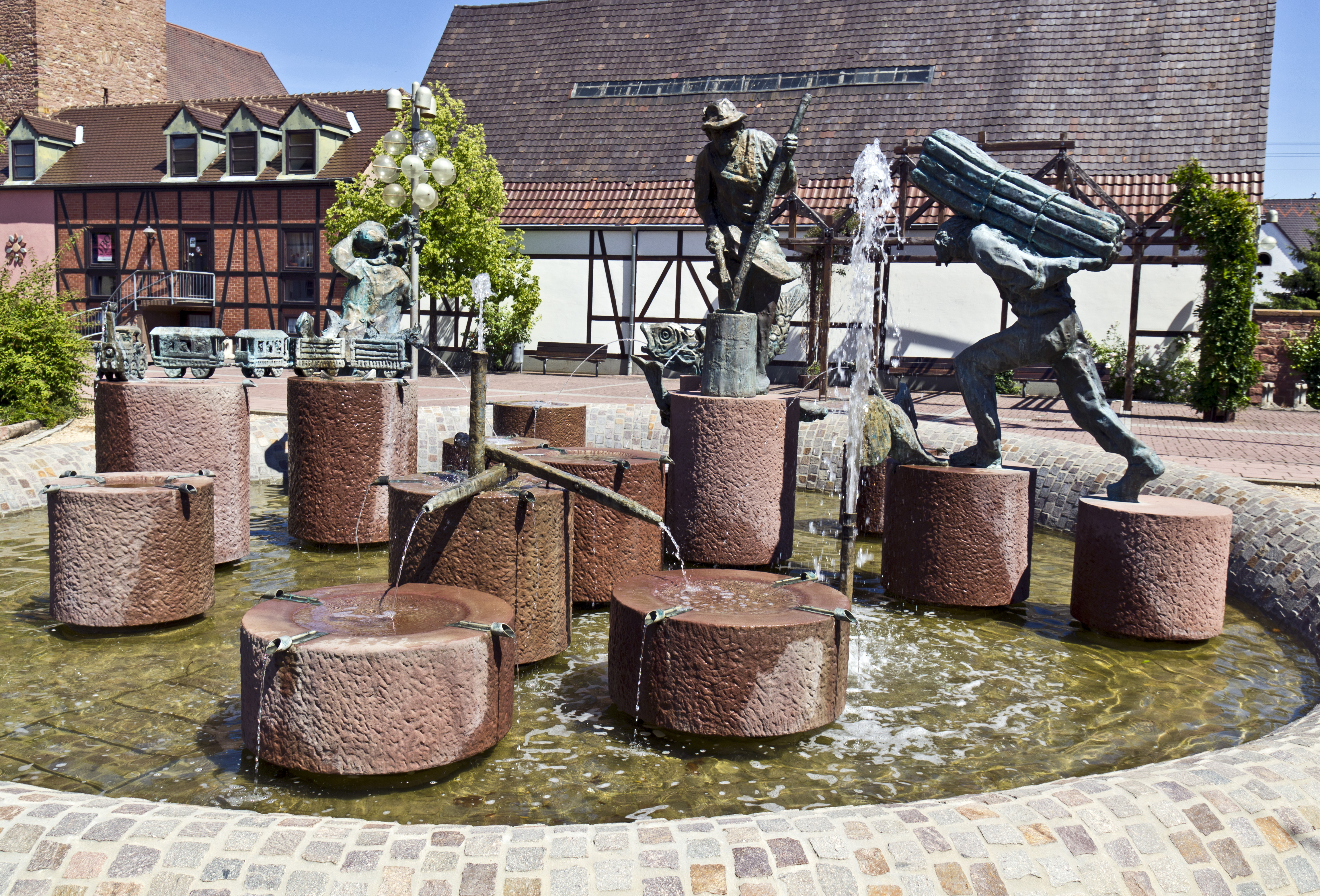
Stickelspitzer-Brunnen

Uzname für die Einwohner der Rheingemeinde ist „Stickelspitzer“. Dieser Name geht auf eine Anekdote zurück, nach der die Otterstädter einem durchreisenden Betrüger auf den Leim gingen, der ihnen eine größere Vorabinvestition auf die zu bauende Eisenbahnlinie abverlangte, um damit Otterstadt angeblich zu einem Bahnhof zu verhelfen. In ihrer Vorfreude spitzten die Bürger bereits Stickel (Stöckchen), mit denen sie die versprochene Bahnlinie im Gelände abstecken wollten. Diese Begebenheit ist am Stickelspitzerbrunnen, den Georg Günther Zeuner 1986 schuf, szenisch umgesetzt. Hier stiehlt sich gerade der Betrüger mit einem prallgefüllten Beutel davon, deutlich ist sein Pferdefuß zu erkennen.
Eine weitere Sehenswürdigkeit der Gemeinde ist der Otterdritschen Brunnen, der 2004 von dem renommierten pfälzer Bildhauerehepaar Professor Gernot Rumpf und seiner Frau Barbara geschaffen wurde.
Das Remigiushaus wurde 1750 als Kirche St. Remigius als Ersatz für das alte und mittlerweile zu klein geratene Kirchlein am See errichtet. Als auch diese Kirche zu klein wurde, baute die Gemeinde die neue römisch-katholische Kirche Mariä Himmelfahrt. Nachdem die alte Kirche lange als Raiffeisenlager diente, kaufte sie Otterstadt und richtete ein Gemeindezentrum ein.

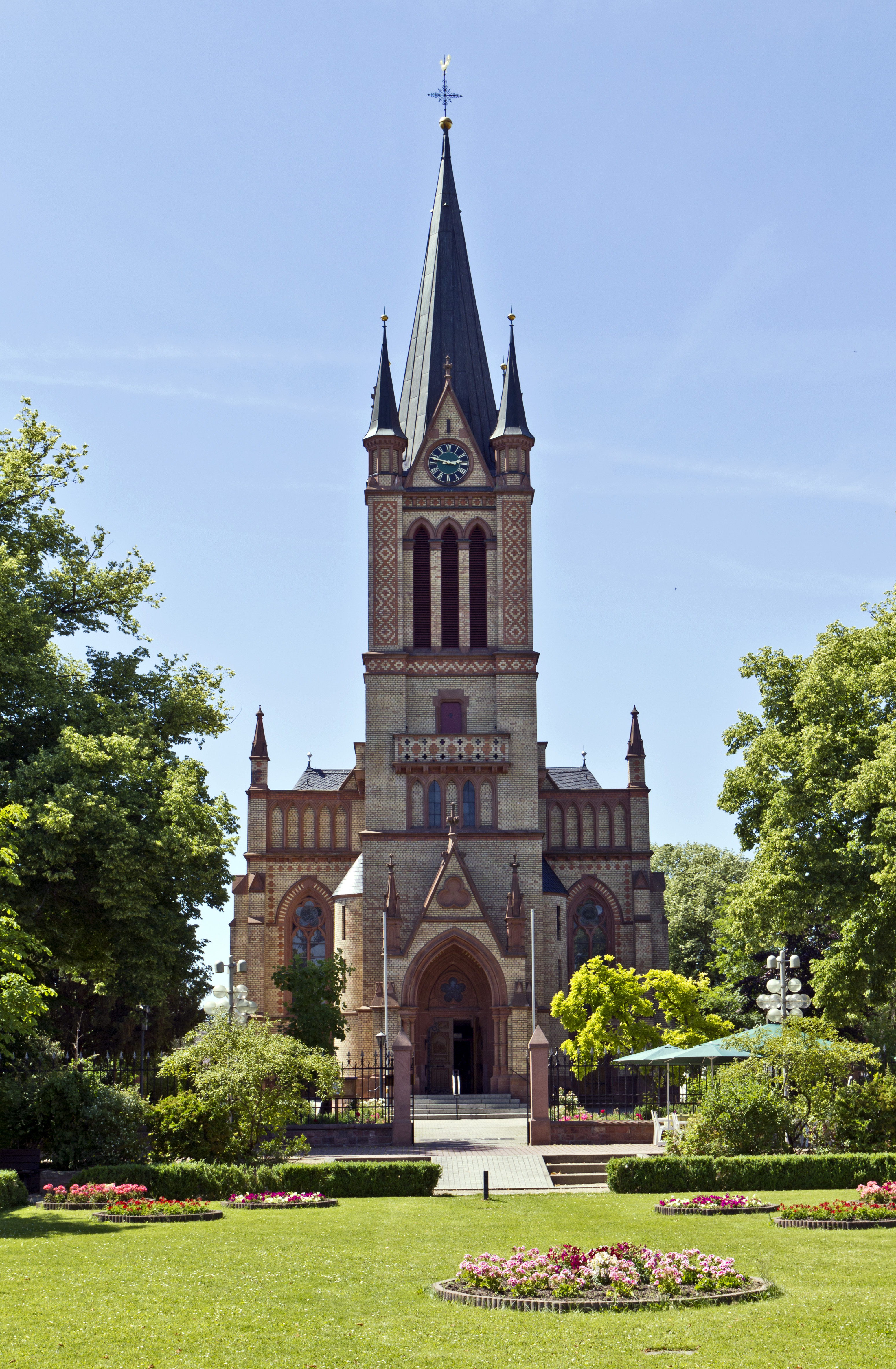
Mariä Himmelfahrt

Die neue Kirche Mariä Himmelfahrt wurde am 8. September 1891 geweiht. Sie ist als Bau- und Kulturdenkmal für die Kirchen- und Ortsgemeinde Otterstadt von herausragender Bedeutung. Der Bau mit dem 50 Meter hohen Kirchturm wurde für 133.600 Mark vom damals wohlhabenden Otterstadt bezahlt, während die Inneneinrichtung zum größten Teil von Spendern finanziert wurde. Die neugotische Ausstattung der Kirche ist nahezu vollständig erhalten. Dazu gehört auch ein bedeutender Bestand von Paramenten. Sie zählt zu den schönsten Kirchen des Bistums Speyer.
Siehe auch: Liste der Kulturdenkmäler in Otterstadt

### Vereine
Anlässlich des Jubiläums „130 Jahre Mariä Himmelfahrt Otterstadt“ gründete sich am 11. Dezember 2021 der Förderverein katholische Kirche Mariä Himmelfahrt Otterstadt e. V., der als überkonfessioneller und gemeinnütziger Verein Maßnahmen der Kunst, Kultur- und Denkmalpflege für die Kirche fördert. Dazu führt er Veranstaltungen und Aktionen, wie Ausstellungen, Vorträge u. a. durch, beschafft aber auch finanzielle Mittel zum Unterhalt und der Restaurierung des Kircheninventars.

## Wirtschaft und Infrastruktur

### Verkehr
Im Süden verläuft die Bundesautobahn 61 und im Westen die Bundesstraße 9. Über den Rhein verkehrt die Kollerfähre nach Brühl.

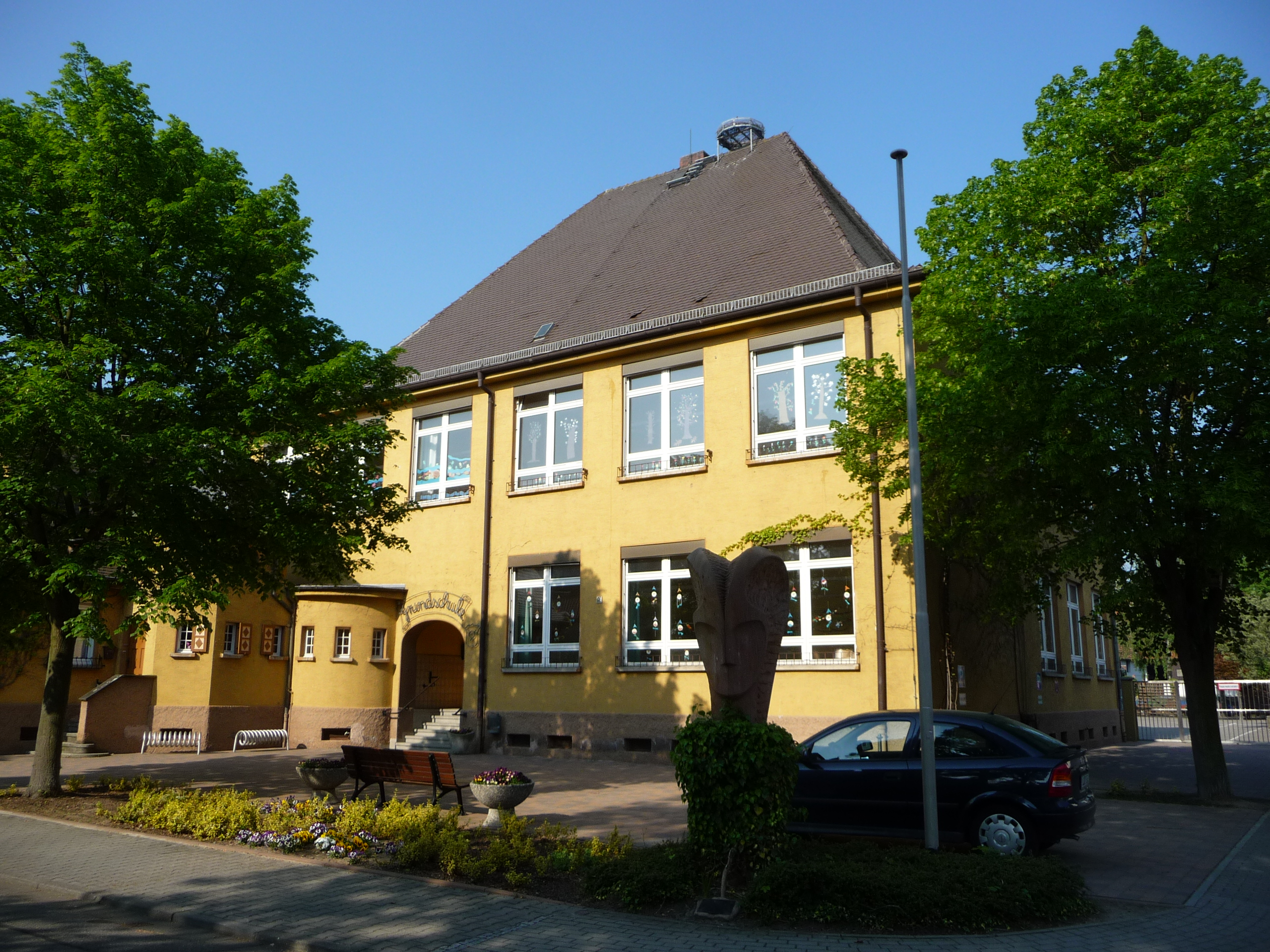
Grundschule

Direkt südlich von Otterstadt verläuft in Ost-West-Richtung die Kreisstraße 2 bis zum Rhein und knickt dann nach Süden Richtung Speyer ab, wo sie bis zur A 61 auf dem Rheinhauptdeich verläuft, diese unterquert, um dann weiter entlang des Rheinhauptdeiches bis nach Speyer zu verlaufen.
Buslinien führen in die umliegenden Ortschaften, nach Speyer und Ludwigshafen am Rhein. In Speyer und Schifferstadt sind Haltepunkte der S-Bahn RheinNeckar. Otterstadt gehört zum Tarifgebiet des Verkehrsverbunds Rhein-Neckar.

### Öffentliche Einrichtungen
In der Gemeinde gibt es drei Kindergärten und eine Grundschule. Daneben gibt es ein Jugendhaus, die Sommerfesthalle und das Remigiushaus.

## Persönlichkeiten

### Ehrenbürger
- Abraham Weil, jüdischer Metzger, 25 Jahre lang Gemeinderatsmitglied in Otterstadt
- Altbürgermeister Erich Flory

### Söhne und Töchter der Gemeinde
- Jakob Müller (1922–1993), Politiker (SPD), Gewerkschafter und Landtagsabgeordneter